# Claire Bové
Claire Bové, född 3 juni 1998, är en fransk roddare.
Bové tog silver tillsammans med Laura Tarantola i lättvikts-dubbelsculler vid olympiska sommarspelen 2020 i Tokyo.